# Bryan Adams
Bryan Guy Adams (ur. 5 listopada 1959 w Kingston) – kanadyjski piosenkarz, gitarzysta, autor piosenek i producent muzyczny.
W 1979 zadebiutował jako artysta solowy singlem „Let Me Take You Dancing”. Po podpisaniu kontraktu z wytwórnią A&M Records wydał albumy studyjne: Bryan Adams (1980), You Want It You Got It (1981), Cuts Like a Knife (1983), Reckless (1984), Into the Fire (1987), Waking Up the Neighbours (1991), 18 til I Die (1996) i On a Day Like Today (1998). Po zmianie wytwórni wydał jeszcze kilka albumów studyjnych: 11 (2008), Bare Bones (2010), Tracks of My Years (2014), Get Up (2015), Shine a Light (2019) i So Happy It Hurts (2022).
Międzynarodowy rozgłos zdobył po wydaniu albumu płyty pt. Cuts Like a Knife (1983), a kolejnymi krążkami umacniał pozycję na rynku muzycznym. Wylansował przeboje,  w tym m.in. „Straight from the Heart”, „Cuts Like a Knife”, „Run to You”, „Somebody”, „Summer of ’69”, „One Night Love Affair”, „It’s Only Love” i „Heat of the Night”.

## Dzieciństwo
Urodził się w Kingston, w prowincji Ontario. Jest synem Conrada J. i Elizabeth Jane Adamsów. Pochodzi z rodziny brytyjskich imigrantów. Jego ojciec był  dyplomatą, a matka była bibliotekarką. W młodości wraz z rodzicami podróżował po Europie i Bliskim Wschodzie, a w 1973 osiedlił się z nimi w Kanadzie.

## Kariera muzyczna
W młodości grał na perkusjii z amatorskimi zespołami rockowymi. W 1975 dołączył  do zespołu Sweeney Todd, na wokalu, zajmując miejsce Clarka Perry’ego. Z formacją wydał album pt. If Wishes Were Horses (1977). Jesienią tego samego roku odszedł z zespołu jesienią i rozpoczął solową karierę. W 1976 nawiązał współpracę z twórcą piosenek Jimem Vallance’em. Mając 18 lat, podpisał kontrakt z wytwórnią A&M Records, pod której szyłdem wydał swój debiutancki singiel „Let Me Take You Dancing” w 1979. Od 29 października do 29 listopada 1979 w Manta Studios w Toronto nagrał materiał na swój debiutancki album, zatytułowany po prostu Bryan Adams, który wydał w lutym 1980 i który promował piosenkami: „Remember” i „Wastin’ Time”. Następnie wydał jeszcze dwie płyty: You Want It You Got It (1981) i Cuts Like a Knife (1983). W listopadzie 1984 wydał przełomowy w swojej karierze album pt. Reckless, za którego wysoką sprzedaż osiągnął status pięciokrotnie platynowej płyty w USA. Płytę promował singlami: „Run to You”, „Summer of ’69” i „Heaven”, które stały się przebojami.
W 1985 nagrał z zespołem Nortern Lights singiel charytatywny „Tears Are Not Enough”, a dochód z jego sprzedaży przeznaczono na kupno żywności dla głodujących mieszkańców Afryki. W 1986, sześć lat po premierze, uzyskał certyfikat złotej płyty w Kanadzie za sprzedaż debiutanckiego albumu pt. Bryan Adams. W następnym roku wydał album pt. Into the Fire, który otrzymał status platynowej płyty za wysoką sprzedaż w USA. W 1988 wydał swój pierwszy w karierze album koncertowy pt. Live! Live! Live!, zawierający zapis z koncertu Adamsa, który odbył się 3 lipca 1988 w Werchter.
We wrześniu 1991 wydał album pt. Waking Up the Neighbours, który wyprodukowany wraz z Robertem Lange’em. Premierę płyty poprzedził wydaniem singla „(Everything I Do) I Do It for You”, który napisał na potrzeby ścieżki dźwiękowej do filmu Robin Hood: Książę złodziei. Utwór stał się międzynarodowym przebojem i przez wiele tygodni utrzymywał się na pierwszym miejscu amerykańskiej listy przebojów. W 1993 wypuścił rockową balladę „Please Forgive Me”, która również stała się przebojem. Piosenką promował album pt. So Far So Good, również wydany w 1993. W tym samym roku razem ze Stingiem i Rodem Stewartem nagrał piosenkę „All for Love” do filmu Trzej muszkieterowie. Latem 1996 wydał album pt. 18 til I Die, który promował przebojem „Have You Ever Really Loved a Woman?”, nagranym z gitarzystą Paco de Lucía na potrzeby filmu Don Juan DeMarco (1995). Za utwór otrzymał swoją drugą w karierze nominację do Oskara. 9 lipca 1996 zagrał pierwszy koncert w Polsce, który odbył się w katowickim „Spodku”. Do końca lat 90. wydał jeszcze trzy albumy: koncertowy Unplugged (1997), studyjny On a Day Like Today (1998) i kompilacyjny The Best of Me (1999). W tym okresie nagrał także trzy duety: „Rock Steady” z Bonnie Raitt, „I Finally Found Someone” z Barbrą Streisand (za piosenkę otrzymał kolejną nominację do Oskara) i „When You’re Gone” z Melanie C.
W 2000 wystąpił w roli gościa specjalnego podczas 37. Międzynarodowego Festiwalu Piosenki w Sopocie. W 2001 wydał dwa koncertowe DVD: Live at the Budokan (nagrany w Nippon Budokan w Tokio) i Live at Slane Castle (nagrany podczas koncertu u podnóża zamku Slane w 2000). W 2002 nagrał ścieżkę dźwiękową do filmu Mustang z Dzikiej Doliny, za której sprzedaż uzyskał certyfikat złotej płyty w USA. W 2004 wydał pierwszy od sześciu lat album studyjny pt. Room Service, a w następnym roku wypuścił dwupłytową składankę przebojów pt. Anthology i koncertowe DVD pt. Live in Lisbon. 17 marca 2008 wydał studyjny album pt. 11, który promował singlem „I Thought I’d Seen Everything”. W 2006 napisał i nagrał piosenkę „Never Let Go” na potrzeby ścieżki dźwiękowej do filmu Patrol, a także współtworzył piosenkę „Never Gonna Break My Faith” do filmu Bobby. Za utwór otrzymał nominację do Złotych Globów. W 2010 zaśpiewał piosenkę „Bang the Drum” razem z Nelly Furtado podczas ceremonii otwarcia Zimowych Igrzysk Olimpijskich w Vancouver.
W 2022 wydał album pt. So Happy It Hurts.

## Działalność społeczna
Działa na rzecz praw zwierząt i wspiera organizację People for the Ethical Treatment of Animals (PETA) przez pisanie listów i robienie zdjęć. W listopadzie 2007 wystosował list do dyrektora generalnego sieci restauracji KFC w Kanadzie z prośbą, aby stali się liderami w wykorzystaniu bardziej nowoczesnych i humanitarnych metod zabijania kurcząt. Od 1989 jest weganinem.
W referendum w Wielkiej Brytanii w 2016 opowiedział się za opuszczeniem Unii Europejskiej.

## Dyskografia
- Bryan Adams (1980)
- You Want It You Got It (1981)
- Cuts Like a Knife (1983)
- Reckless (1984)
- Into the Fire (1987)
- Waking Up the Neighbours (1991)
- 18 til I Die (1996)
- On a Day Like Today (1998)
- Room Service (2004)
- Anthology (2005)
- 11 (2008)
- Bare Bones (2010)
- Tracks of My Years (2014)
- Get Up (2015)
- Wembley 1996 Live (2017)
- Ultimate (2017)
- Shine A Light (2019)
- So Happy It Hurts (2022)